# 长德站
長德站（朝鲜语：장덕역；）曾为朝鲜铁路虛川線上的一个车站，位于咸镜南道端川市，废止时间不明。